# Зона Б-18
Зона Б-18 е квартал на София, разположен на 1,5 километра северозападно от центъра на града, в административния район „Възраждане“. В източната част на квартала доминират високи блокове. Границите на квартала са ул. „Пиротска“ на юг, ул. „Димитър Петков“ на запад, бул. „Сливница“ на север, и ул. „Опълченска“ на изток. Зона Б-18 е била част от стария софийски квартал Коньовица.

## Образование
- 65 ЦДГ „Милувка“ (извън официалните граници на квартала, но в близост до него)
- 43 ОУ „Христо Смирненски“ (извън официалните граници на квартала, но в близост до него.
- 134 СУ „Димчо Дебелянов“

## Транспорт
Под бул. „Тодор Александров“, минаващ на юг от квартала, преминава Софийското метро. По Пиротска минава трамвайна линия 22. По Опълченска минават тролейбуси 1, 5 и 7, както и автобуси 60 и 74.

## Пътища
| Път                   | Наречен на                                   | Местоположение |
| --------------------- | -------------------------------------------- | -------------- |
| „Димитър Петков“      | Димитър Петков (1858 – 1907), политик        | Карта          |
| „Инженер Иван Иванов“ | Иван Иванов (1891 – 1965), инженер и политик | Карта          |
| „Пиротска“            | Пирот, град в Сърбия                         | Карта          |
| „Сливница“            | Сливница, град в България                    | Карта          |
| „Цар Симеон“          | Симеон I (864 – 927), цар                    | Карта          |